# Manora Thew
Manora Thew foi uma atriz britânica da era do cinema mudo.

## Filmografia selecionada
- The Shulamite (1915)
- Arsene Lupin (1916)
- The New Clown (1916)
- The Broken Melody (1916)
- His Daughter's Dilemma (1916)
- Not Negotiable (1918)
- Once Upon a Time (1918)
- The Splendid Folly (1919)
- The Toilers (1919)
- At the Villa Rose (1920)
- A Romance of Old Baghdad (1922)